# Sự phân tán theo chiều dọc
Sự phân tán theo chiều dọc được đề cập đến một hình thức tổ chức cụ thể của sản xuất công nghiệp. Trái ngược với tích hợp dọc, trong đó sản xuất xảy ra trong một tổ chức đơn lẻ, sự tan rã theo chiều dọc có nghĩa là các quy mô hoặc phạm vi khác nhau đã phá vỡ một quy trình sản xuất thành các công ty riêng biệt, mỗi công ty thực hiện một tập hợp con hạn chế các hoạt động cần thiết để tạo ra một sản phẩm hoàn chỉnh.
Giải trí quay phim đã từng được tích hợp theo chiều dọc vào một hệ thống phòng thu, theo đó một vài hãng phim lớn xử lý mọi thứ từ sản xuất đến trình bày sân khấu. Sau chiến tranh thế giới thứ hai, ngành công nghiệp bị vỡ thành những mảnh nhỏ, mỗi mảnh chuyên về các nhiệm vụ cụ thể trong phân công lao động cần thiết để sản xuất và trình chiếu một tác phẩm giải trí được hoàn thành. Hollywood trở nên tan rã theo chiều dọc, với các công ty chuyên biệt chỉ thực hiện một số nhiệm vụ nhất định như chỉnh sửa, hiệu ứng đặc biệt, trailer, v.v. Việc thoái vốn của Hệ thống Bell có tác động tương tự đối với một ngành công nghiệp lớn hơn vào cuối thế kỷ 20.
Một lý do chính cho sự tan rã theo chiều dọc là để chia sẻ rủi ro. Ngoài ra, trong một số trường hợp, các công ty nhỏ hơn có thể phản ứng nhanh hơn với những thay đổi trong điều kiện thị trường. Do đó, sự tan rã theo chiều dọc có nhiều khả năng khi hoạt động trong các thị trường biến động. Các sản phẩm ổn định và được tiêu chuẩn hóa điển hình hơn là tích hợp, vì nó cung cấp các lợi ích của các nền kinh tế quy mô.
Địa lý của một ngành công nghiệp tan rã không phải là một nhất định. Các nhà địa lý kinh tế thường phân biệt giữa các hoạt động chuyên sâu về kiến thức, không ổn định, không đạt tiêu chuẩn và sản xuất thường xuyên, được chuẩn hóa. Cái trước có xu hướng được nhóm lại trong không gian, vì chúng đòi hỏi sự gần gũi để xây dựng một khung khái niệm chung và chia sẻ những ý tưởng mới. Loại thứ hai có thể bay xa và được minh họa bởi các chuỗi hàng hóa toàn cầu như ngành may mặc và công nghiệp ô tô. Tuy nhiên, ngay cả trong các ngành đó, thiết kế và các nhiệm vụ sáng tạo và không lặp lại khác có xu hướng thể hiện một số cụm địa lý.